# Подлесов, Александр Минович
Александр Минович Подлесов (род. 31 июля 1955, Горький) — российский политический деятель. Член Совета Федерации России от Нижегородской области (2005—2010).

## Биография
Александр Подлесов родился 31 июля 1955 году в Горьком. После окончания школы в 1972—1973 годах работал слесарем-судосборщиком на горьковском ЦБК «Волга». В 1973 был призван в Советскую армию, в 1975 год демобилизовался как офицер запаса. После армии в 1975—1980 годы был слесарем треста «Горькийгоргаз».
В 1979 году поступил во Всесоюзный юридический заочный институт (нынешний Московский государственный юридический университет имени О. Е. Кутафина). Параллельно с 1980 по 1982 служил в УВД Горьковского Облисполкома. После делал карьеру в структурах ВЛКСМ: с 1982 по 1984 был заведующий отделом горьковского обкома, с 1984 по 1989 был заместителем заведующего отделом ЦК в Москве.
В 1989—1991 годах Подлесов был помощником секретаря ВЦСПС. В 1991 году — ответственный секретарь Советского комитета по правам человека и международному гуманитарному сотрудничеству.
C 1991 года начал делать карьеру в коммерческом секторе. С 1991 по 1993 годы — заместитель председателя правления коммерческого банка «НКБ-Прогресс». С 1993 по 1997 годы — генеральный директор СТ "Финансово-промышленная инвестиционная группа «Инверсия-Капитал». В 1997—1999 годах — генеральный директор АОЗТ «АйБиЭйч». В 1999—2002 годах — генеральный директор ООО «ИК АйБиЭйч».

### Политическая карьера
В 2002—2005 годы был председателем исполкома и заместителем председателя «Российской партии жизни». Стоял у истоков нижегородского отделения «Справедливой России», сформированной из региональных ячеек партии «Родина», Российской партии жизни и Российской партией пенсионеров. В марте 2007 президиум «Справедливой России» с подачи главы партии Сергея Миронова рекомендовала Александра Подлесова на должность главы нижегородского отделения партии, в мае того же года был избран главой новоучрёжденного регионального отделения. В июне 2008 года был переизбран на двухлетний срок, однако уже в июне 2009 оставил пост, сославшись на занятость в Совете Федерации.
6 октября 2005 года Законодательное собрание Нижегородской области в результате тайного голосования наделила Александр Подлесова полномочиями представителя правительства Нижегородской области в Совете Федерации РФ. Ранее его кандидату внёс на рассмотрение губернатор Нижегородской области Валерий Шанцев на замену Евгению Бушмину.
В Совете Федерации Александр Подлесов с октября 2015 по февраль 2008 был членом комитета по финансовым рынкам и денежному обращению; с января 2006 — член комиссии по информационной политике; с февраля 2008 по апреля 2009 — член комитета по международным делам, с апреля 2009 года — заместитель председателя комитета; с февраля 2009 — член комиссии по делам молодёжи и туризму.
Осенью 2010 Александра Подлесова в Совете Федерации в качестве представителя Нижегородской области сменил Валерий Шнякин.
Был членом Российской партии жизни

## Семья
Женат, есть сын.